# Skeppsholmen (TV-serie)
För andra betydelser, se Skeppsholmen (olika betydelser).
Skeppsholmen var en svensk dramaserie i 52 avsnitt som visades i Sveriges Television under tiden 3 oktober 2002 - 20 maj 2004. Manus skrevs av Lars Bill Lundholm och Pernilla Oljelund.

## Handling
Serien handlade om ett antal personer som bor på ön Skeppsholmen i Stockholm.

## Karaktärer
- Karriäristen Anna vars pojkvän Viktor får det chefsjobb hon ville ha och därför startar hon en webbyrå med vännen Siri.
- Familjen Eldh som består av Torsten och Karin, deras son Johan och hans familj där fadern och sonen har ett varv tillsammans.
- Marinofficeren Nils Bjelke som bor med sin dotter Josefine som väntar svåra tider då det blir nedskärningar i marinen och då Josefine har drömmar som skådespelerska i en torr arbetsmarknad för skådespelare.
- Ensamvargen Sam som är bästa vän med Johan och lever på den gamla skroven Hoppet.
- Maggan som äntligen har funnit sig till rätta i livet efter att ha left ett kringresande liv.
- William som flyttar in som inneboende hos Mona i avsnitt 4 i säsong 2. De blir senare ett par och får en dotter i sista avsnittet. De har även en restaurangen Pir 61 med Linda, Johan, Therese och Christoffer.
- Therese Atterhall arbetar som polis i säsong 2 och  startar restaurangen Pir 61 med Mona, William, Linda, Johan och Christoffer i säsong 2.
- Christoffer arbetar som väktare i säsong 2, och  startar restaurangen Pir 61 med Mona, William, Linda, Johan och Therese i säsong 2. Christoffer håller på med en massa skumma affärer och fifflar med pengar med svartmäklaren P.O Simonsson.

### Huvudroller
- Henrik Norlén - Johan Eldh (säsong 1 & 2)
- Anna Sise - Linda Eldh  (säsong 1 & 2)
- Jonas Falk - Torsten Eldh (säsong 1 & 2)
- Anki Lidén - Karin Eldh  (säsong 1 & 2)
- Felicia Armstrong - Cissi Eldh  (säsong 1 & 2)
- Kirsti Torhaug - Anna Sylvander (säsong 1)
- Danilo Bejarano - Viktor Marquez  (säsong 1)
- Sanna Bråding - Siri Karlsson  (säsong 1)
- Lars Green - Nils Bjelke  (säsong 1)
- Lisa Werlinder - Josefine Bjelke (säsong 1 och avsnitt 10-12 säsong 2)
- Mattias Silvell - Sam Linder  (säsong 1)
- Catherine Hansson - Maggan Dahlberg  (säsong 1)
- Lolo Elwin - Mona Lööf (säsong 2)
- Richard Forsgren - William Kronholm (säsong 2)
- Mikael Kallin - Christoffer Neilert (säsong 2)
- Ulricha Johnson - Therese Atterhall (säsong 2)

### Mindre roller
- Stig Engström - Folke, Karins älskare och senare sambo (säsong 2)
- Anneli Martini - Malou, Karins väninna (säsong 1 & 2)
- Gorki Glaser - Pato, Polack som renoverar hos Eldhs
- Johan Fagerudd - Anders
- Fredrik Dolk - P- O Simonsson, svartmäklare (säsong 2)
- Peter Engman - Roger
- Siw Erixon - Bodil, Maggans Kollega (säsong 1)
- Malin Güettler - Clara, Josefins väninna (säsong 1)
- Donald Högberg - Ekdahl, Chef på marinen (säsong 1)
- Åsa Janson - Vibeke, Lindas väninna
- Bengt Järnblad - Gunnar, Nils vän (säsong 1)
- Steve Kratz - Asplund, Viktors chef (säsong 1)
- Lena Strömberg - Amilia, Josefins väninna (säsong 1)
- Magnus von Platen - Måns (säsong 1)
- Karin Bertling - Gunilla
- Christian Fex - Alexander, hjälpreda på Eldhs varv (säsong 2)
- Joakim Nätterqvist - (säsong 2)